# MXNet
MXNet — це програмне забезпечення для глибокого машинного навчанням з відкритим кодом, яке використовується для навчання та розгортання глибоких нейронних мереж. Є масштабованим, дозволяє швидко навчатись моделям, підтримує гнучку модель програмування та декілька мов програмування (зокрема, C++, Python, Julia, Matlab, JavaScript, Go, R, Scala, Perl та Wolfram Language).
MXNet бібліотека є портативною і може масштабуватися на декілька графічних процесорів і кілька машин. MXNet підтримується постачальниками громадськими хмарних послуг, включаючи Amazon Web Services (AWS) та Microsoft Azure. Amazon обрала MXNet як основу глибокого навчання на виборі на AWS. Наразі MXNet підтримується Intel, Baidu, Microsoft, Wolfram Research та такими науково-дослідними установами, як Карнегі Меллон, MIT, Вашингтонський університет та Гонконгський університет науки і техніки.

## Особливості
Apache MXNet — це швидкий, гнучкий та надзвичайно масштабований фреймворк глибокого навчання, яка підтримує сучасні технології в моделях глибокого навчання, включаючи згорткові нейронні мережі (CNN) та мережі, які використовують довгу короткострокову пам'ять (LSTM).

### Масштабованість
MXNet призначений для використання в динамічній хмарній інфраструктурі, використовуючи розподілений параметризований сервер (на основі досліджень проведених в університеті Карнегі Меллон, Байду та Google), і може досягти майже лінійного масштабування при використанні декількох графічних процесорів або центральних процесорів.

### Гнучкість
MXNet підтримує як імперативне, так і символічне програмування, що полегшує розробникам, які звикли до імперативного програмування, розпочати з глибокого навчання. Це також полегшує відстеження, зневадження, збереження контрольних точок, зміну гіперпараметрів, таких як швидкість навчання або виконання ранньої зупинки.

### Багатомовність
Підтримує C++ для оптимізованого бекенда, щоб отримати максимум доступних GPU або процесорів, також Python, R, Scala, Julia, Perl, MATLAB та JavaScript для більш простого інтерфейсу для розробників.

### Портативність
Підтримує ефективне розгортання підготовленої моделі для пристроїв низького класу для обчислення висновку, таких як мобільні пристрої (з використанням Amalgamation), пристроїв інтернету речей (за допомогою AWS Greengrass), безсерверних обчислень (за допомогою AWS Lambda) або контейнерів. Ці середовища низького класу можуть мати лише слабший процесор або обмежену пам'ять (RAM), і вони повинні мати можливість використовувати моделі, які навчалися у середовищі вищого рівня (наприклад, у кластері на базі GPU).